# Helen Mack
Helen Mack (ur. 13 listopada 1913, zm. 13 sierpnia 1986) – amerykańska aktorka filmowa.

## Filmografia
- 1923: Under the Red Robe
- 1933: Melody Cruise jako Laurie Marlowe
- 1933: Syn King Konga jako Hilda Petersen
- 1935: Four Hours to Kill! jako Helen
- 1937: Fit for a King
- 1938: Secrets of a Nurse jako Katherine MacDonald
- 1944: And Now Tomorrow jako Angeletta Gallo

## Wyróżnienia
Posiada swoją gwiazdę na Hollywoodzkiej Alei Gwiazd.